# Verchňaja Pyšma
Verchňaja Pyšma (rusky Верхняя Пышма) je město ve Sverdlovské oblasti v Ruské federaci. Při sčítání lidu v roce 2010 měla bezmála šedesát tisíc obyvatel.

## Poloha
Verchňaja Pyšma leží na východním kraji Středního Uralu na horním toku Pyšmy, pravého přítoku Tury.
Od Jekatěrinburgu, správního střediska celé oblasti, je Verchňaja Pyšma vzdálena přibližně patnáct kilometrů na sever. Nejbližší město je Sredněuralsk sousedící s Verchňajou Pyšmou na západě, přičemž centra obou měst jsou od sebe vzdálena přibližně šest kilometrů.

## Hospodářství
Ve městě sídlí společnost Uralskije lokomotivy, společný podnik firem Siemens Mobility a Gruppa Sinara založený za účelem výroby železničních jednotek Siemens Desiro pro Rossijskije železnyje dorogi.

## Kultura
Ve městě je Muzeum vojenské a automobilové techniky UGMK.